# Vandré
Vandré est une ancienne commune du Sud-Ouest de la France située dans le département de la Charente-Maritime, en région Nouvelle-Aquitaine. Le 1er janvier 2018, elle fusionne avec les communes de Chervettes et Saint-Laurent-de-la-Barrière pour former la commune nouvelle de La Devise.
Ses habitants sont appelés les Vandréens et les Vandréennes.

## Géographie
Hameaux et lieux-dits : les Chagnées, le Pinier, la Rousselière et Garnaud.

### Communes limitrophes
| Saint-Germain-de-Marencennes | Surgères | Saint-Mard (par un quadripoint) |
|                              | Vandré   | Breuil-la-Réorte, Chervettes    |
| Genouillé                    |          | Saint-Laurent-de-la-Barrière    |

## Toponymie
Vandré est un toponyme typiquement issu d'un nom de propriétaire gallo-romain, suivi du suffixe -acum.

## Histoire
Roger Prieur y fut maire de 1944 à 1977. Il était par ailleurs l'auteur de nombreux ouvrages et romans.

## Administration

### Liste des maires
| Période                                  | Période  | Identité        | Étiquette | Qualité |
| ---------------------------------------- | -------- | --------------- | --------- | ------- |
| 1944                                     | 1977     | Roger Prieur    |           |         |
| 1977                                     | 2008     | André Boutteaud |           |         |
| 2008                                     | 2014     | Thierry Andrieu |           |         |
| 2014                                     | En cours | Pascal Tardy    |           | Employé |
| Les données manquantes sont à compléter. |          |                 |           |         |

## Population et société

### Démographie

#### Évolution démographique
L'évolution du nombre d'habitants est connue à travers les recensements de la population effectués dans la commune depuis 1793. Pour les communes de moins de 10 000 habitants, une enquête de recensement portant sur toute la population est réalisée tous les cinq ans, les populations de référence des années intermédiaires étant quant à elles estimées par interpolation ou extrapolation. Pour la commune, le premier recensement exhaustif entrant dans le cadre du nouveau dispositif a été réalisé en 2006.

En 2015, la commune comptait 826 habitants, en évolution de +10,13 % par rapport à 2009 (Charente-Maritime : +4,04 %, France hors Mayotte : +2,11 %).
| 1793 | 1800 | 1806 | 1821 | 1831 | 1836 | 1841 | 1846 | 1851 |
| ---- | ---- | ---- | ---- | ---- | ---- | ---- | ---- | ---- |
| 631  | 602  | 628  | 735  | 758  | 767  | 804  | 780  | 792  |

| 1856 | 1861 | 1866 | 1872 | 1876 | 1881 | 1886 | 1891 | 1896 |
| ---- | ---- | ---- | ---- | ---- | ---- | ---- | ---- | ---- |
| 780  | 814  | 793  | 770  | 712  | 739  | 655  | 619  | 638  |

| 1901 | 1906 | 1911 | 1921 | 1926 | 1931 | 1936 | 1946 | 1954 |
| ---- | ---- | ---- | ---- | ---- | ---- | ---- | ---- | ---- |
| 607  | 579  | 534  | 518  | 522  | 509  | 515  | 504  | 524  |

| 1962 | 1968 | 1975 | 1982 | 1990 | 1999 | 2006 | 2011 | 2015 |
| ---- | ---- | ---- | ---- | ---- | ---- | ---- | ---- | ---- |
| 564  | 602  | 646  | 678  | 745  | 725  | 732  | 796  | 826  |

## Culture locale et patrimoine

### Lieux et monuments

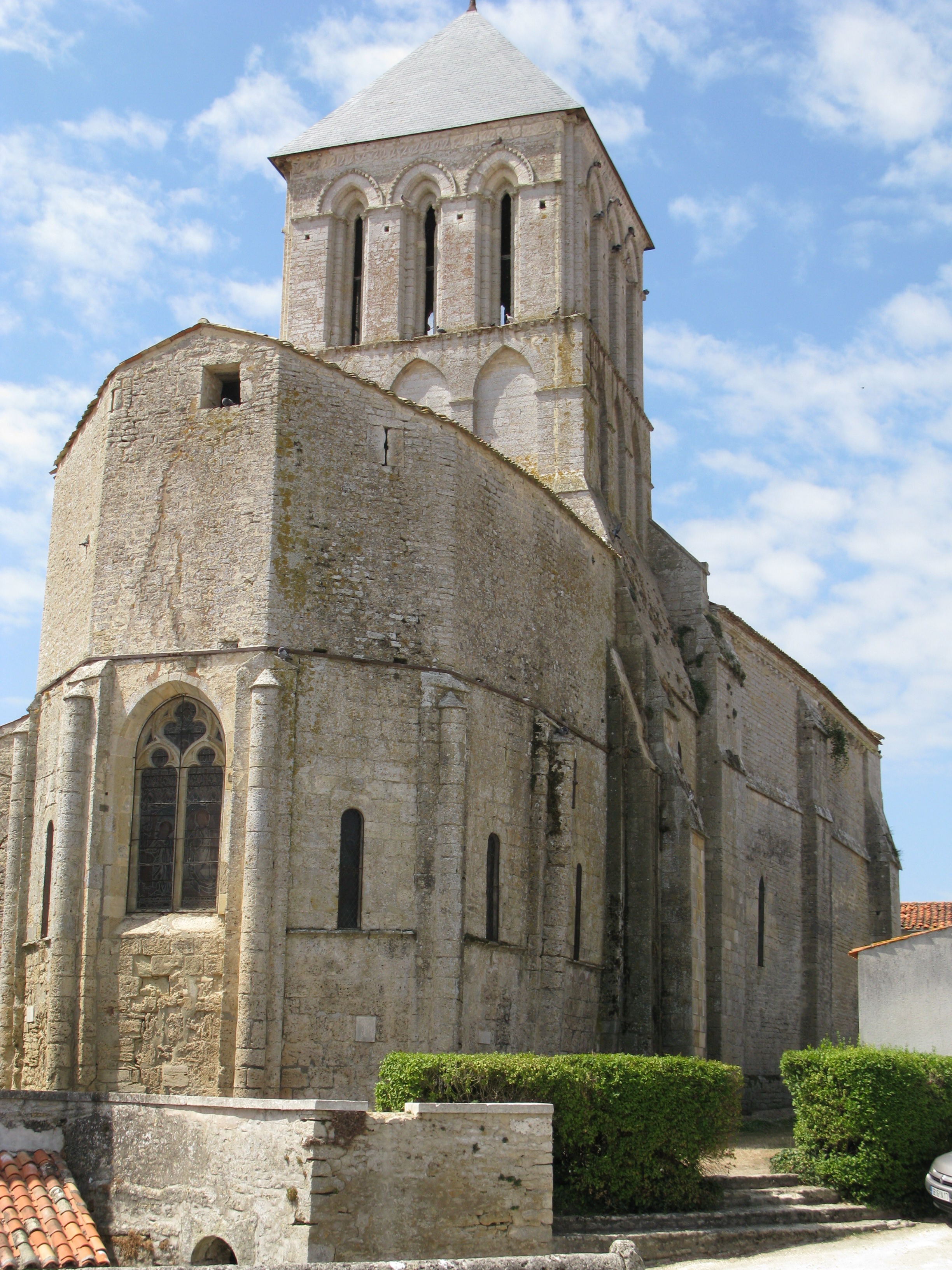
Église Saint-Vivien.

- Église Saint-Vivien, début du XIIIe siècle au transition romane-gothique. Façade tripartite. Modillons de têtes humaines.

- Musée « Vandré, Il y a 100 ans ».

### Héraldique
| Blason | Blasonnement : D'azur à trois soleils d'or, à la bordure diminuée du même. Commentaires : Le statut officiel du blason reste à déterminer. |